# Osmar Maderna
Osmar Héctor Maderna (Pehuajó, provincia de Buenos Aires, Argentina, 26 de febrero de 1918 - Lomas de Zamora, provincia de Buenos Aires, Argentina, 28 de abril de 1951) fue un músico, pianista, director, compositor y arreglador argentino.

## Biografía

### 1918 - 1938
Era el octavo hijo del matrimonio formado por Juan Maderna y Ángela María Nigro, y desde muy pequeño sintió la gravitación de la música; a la edad de cinco años ya ejecutaba la pianola a "fuelle", y su padre tocaba el acordeón a piano en los bailes. Fue su madre quien, viendo la pasión que sentía por la música, lo envió a estudiar piano, a escondidas del padre que se negaba a que su hijo fuera músico. El entusiasmo y los progresos que Osmar demostraba, fueron convenciendo a su padre del destino musical de su hijo. Tan es así que, cuando el niño contaba con unos diez años de edad, decidió integrarlo a su propia orquesta para tocar la pianola. Algunos años después, a los trece, formó una orquesta con músicos locales, llamada "Vitaphone", con la cual recorrería la zona obteniendo gran repercusión, y a los quince se recibió de profesor de piano. La orquesta "Vitaphone" (en recuerdo de aquel sello productor, cuyos discos deleitaran a Maderna) estuvo compuesta en violines por Aquiles Roggero y Arturo Cipolla, en bandoneones por José Figueras y Francisco Loggioco, en piano por el propio Maderna, en trompeta por Alberto Luna, y en batería por Diego Rodríguez.

### 1938 - 1951
A la edad de veinte años, en 1938, decidió probar suerte y se trasladó a Buenos Aires. Antes de partir le dijo a su hermano Ángel Maderna que si preguntaban por él, dijera que había ido a comprar un bandoneón. En la capital argentina se incorporó a la orquesta de Manuel "Nolo" Fernández y se alojaría en donde vivía Armando Moreno, cantante de aquella orquesta. Posteriormente, en octubre de 1939, pasó a integrar la orquesta de Miguel Caló, en reemplazo del pianista Héctor Stamponi, junto con él estuvo desde 1939 hasta 1945. En esta época, en una de las actuaciones de la orquesta, conoce a su futura esposa Olga Reneé Mazzei, nacida en la ciudad de Bragado, con quien se casaría en 1947; no tendrían hijos. En 1945, formaría su propia orquesta. En 1946 tocó en Radio El Mundo junto con sus dos cantores Orlando Berry y Luis Tolosa. Su estilo sinfónico lo destacó en el panorama tanguero de la época,y su juventud auguraba una carrera brillante. Obras como Concierto en la luna, Lluvia de Estrellas, Escalas en Azul son representativas de esta inquietud en la que sumaba arreglos orquestales a su virtuosismo como intérprete. Con el vals Pequeña, tuvo todo un éxito comercial. Su proyecto de viajar a Hollywood para hacer música de películas estaba cerca.
A su llegada a Buenos Aires se encontró con Andrés Zaccagnino, músico italiano que había vivido en su infancia en Pehuajó, quién lo acercó a varios referentes de la música ciudadana, lo que le permitió comenzar rápidamente su carrera musical.

### El trágico accidente
Su pasión por los aviones también es de épocas tempranas. Un instructor le había enseñado a pilotar planeadores y en su estadía en Buenos Aires se recibiría de piloto civil. En la tarde del 28 de abril de 1951, había llegado en su avioneta al aeródromo de Monte Grande. Cuando se estaba por retirar del lugar, se le acercó un piloto (llamado Alberto López) que lo desafió a una competencia de velocidad aérea. A pesar de la oposición de su esposa, Maderna aceptó y salieron ambos aviones. Maderna llevaba de acompañante al ingeniero Ernesto Prougenes y López a otro de apellido Roura. Volaron hasta Lomas de Zamora y al iniciar el regreso hacia Monte Grande, ambos pilotos comenzaron una peligrosa serie de maniobras. Imprevistamente se produjo el choque y la aeronave de Maderna se precipitó directamente a tierra desde unos 150 metros de altura, pereciendo los tripulantes en ese instante. El otro avión logró planear pero se estrelló contra una casilla y sus dos ocupantes fallecieron camino al hospital. La tragedia ocurrió alrededor de las 17 horas del sábado 28 de abril de 1951; por la noche de ese día, la ya viuda de Maderna, Olga Mazzei, perdía su embarazo. En un principio sus restos descansaron en el Panteón SADAIC, en el cementerio de la Chacarita. Actualmente, y desde el 27 de abril de 2014, sus cenizas reposan en un monumento construido en su memoria en el cementerio de Pehuajó, su ciudad natal.

## Algunas composiciones
- Jamás retornarás (1942, Tango, letra y música con Miguel Caló)
- Qué te importa que te llore (1942, Tango, letra y música en colaboración con Miguel Caló)
- Trasnochando (1942, Tango, letra de Santiago Adamini y música de Armando Baliotti)
- Cuento azul (1943, Tango, en colaboración con Miguel Caló y letra de Julio Jorge Nelson)
- Luna de plata (1943, Vals, letra y música en colaboración con Miguel Caló)
- En tus ojos de cielo (1944, Tango, letra de Osmar Maderna y música de Luis Rubinstein)
- La noche que te fuiste (1945, Tango, letra de José María Contursi)
- Concierto en la luna (1946, Tango instrumental)
- El vuelo del moscardón (1946, Tango instrumental, adaptación del tema original de Nikolái Rimsky-Kórsakov)
- Rincones de París (1947, Tango, letra de Cátulo Castillo)
- Volvió a llover (1947, Tango, letra de Cátulo Castillo)
- Lluvia de estrellas (1948, Tango instrumental)
- Pequeña (1949, Vals, letra de Homero Expósito)
- Escalas en azul (1950, Tango instrumental)
- Amor sin olvido (Tango, letra de Leopoldo Díaz Vélez)

## Filmografía
Actor
- Al compás de tu mentira (1950)
- El ídolo del tango (1949)

Compositor
- Luminaris (2011)